# Head Above Water (álbum)
Head Above Water —en español: «Cabeza sobre el agua»— es el sexto álbum de estudio de la cantante franco-canadiense Avril Lavigne. Fue publicado el 15 de febrero de 2019, a través de BMG Records. El álbum de Lavigne es lanzando cinco años después de su quinto álbum homónimo. Su canción principal y título, "Head Above Water", fue lanzado el 19 de septiembre de 2018.
La producción de este álbum incluye a Lavigne, Stephan Moccio, Chris Baseford, Johan Carlsson, Lauren Christy de The Matrix, Ryan Cabrera, Travis Clark, Bonnie McKee, JR Rotem y Mitch Allan, entre otros.
Head Above Water está inspirado en la batalla de Lavigne contra la enfermedad de Lyme así como en el final y el inicio de una relación. El primer sencillo que lleva el mismo nombre fue lanzado en septiembre de 2018, seguido de dos sencillos promocionales «Tell Me It's Over» en diciembre, y «Dumb Blonde» lanzado para Japón en febrero de 2019, cuenta con la colaboración de la rapera Nicki Minaj. A finales de junio fue lanzado el segundo sencillo oficial, según la cantante, «I Fell in Love with the Devil».
El 24 de junio de 2019 la cantante dio a conocer las primeras fechas de la gira "Head Above Water Tour" para la promoción del álbum. Se convirtió en la primera gira de Avril después de 5 años sin realizar conciertos.

## Antecedentes y desarrollo
En diciembre de 2014, Lavigne fue diagnosticada con la enfermedad de Lyme. Las canciones del álbum están inspiradas en su batalla contra esa enfermedad.
El 21 de enero de 2018, Lavigne respondió a un fan en Twitter sobre el álbum, diciendo: "Es un álbum personal, querido, íntimo, dramático, crudo, poderoso, fuerte e inesperado. Este disco es un verdadero viaje emocional". El 7 de febrero de 2018, Lavigne publicó en Twitter sobre el álbum, diciendo: "Empecé a mezclar mi álbum y finalmente todas las piezas se están juntando. Estas canciones están tan cerca de mi corazón. Deséenme suerte mientras lanzo cada última gota de mí en estas etapas finales". En mayo de ese año, Lavigne terminó de grabar el álbum.
El 6 de septiembre de 2018, Lavigne publicó una carta a sus fanes en su sitio web oficial, revelando que escribió y grabó la mayor parte del álbum en su sofá debido a la enfermedad que padecía. También afirmó que "Head Above Water" fue la primera canción que escribió para el álbum. Para Lavigne, grabar este álbum fue un "momento victorioso" y un "gran logro", describiéndolo como "un disco muy fuerte, triunfante, poderoso y verdadero para mí contando mis experiencias de los últimos años".
El 7 de diciembre, la cantante reveló el nombre del álbum y la lista de canciones. Lavigne también dio a conocer la portada, la cual la muestra desnuda sentada en un charco de agua sosteniendo una guitarra cerca de su cuerpo.

## Sencillos y promoción

### Sencillos
«Head Above Water» fue lanzada como el primer sencillo del álbum el 19 de septiembre de 2018, llegando a las radios contemporánea de adultos y a la radio cristiana el 8 de octubre de 2018. La canción fue descrita como "una poderosa epifanía espiritual que detalla el viaje de la cantante canadiense a través de su batalla contra la enfermedad de Lyme".
Posteriormente al primer sencillo, fue lanzado el tema «Tell Me It's Over», anunciado como segundo sencillo del álbum día 5 de diciembre de 2018, y publicado en las plataformas el 12 de diciembre de 2018, seguido de «Dumb Blonde» fue lanzado como el tercer sencillo del álbum el día 12 de febrero de 2019. Aunque originalmente tenía la intención de ser una canción solista, la versión final cuenta con la voz de la rapera Nicki Minaj.
El día 29 de junio fue lanzado el cuarto sencillo, según la cantante, «I Fell in Love with the Devil», fue distribuido a través de BMG. El tema fue escrito por Lavigne sobre una relación tóxica que mantuvo mientras padecía la enfermedad de Lyme.

### Tour
La gira "Head Above Water Tour" se llevará a cabo durante el 2019 para la promoción del álbum, convirtiéndose en la primera gira de Avril Lavigne después de 5 años sin realizar conciertos, a causa de la enfermedad de Lyme y su posterior tiempo de recuperación. Es por ello, que partes de las ganancias de los conciertos serán donadas para su fundación "The Avril Lavigne Foundation", la cual apoya a las personas que sufren dicha enfermedad u otras enfermedades graves. La cantante dio a conocer las primeras fechas a través de sus redes sociales el día 24 de junio de 2019. Dará comienzo el 14 de septiembre de 2019 en la ciudad de Seattle, Estados Unidos y terminará el 11 de octubre de ese mismo año en Filadelfia, ofreciendo hasta ahora, un total de 15 conciertos en América del Norte.

## Recepción

### Crítica
Head Above Water recibió opiniones diversas de los críticos de la música. En Metacritic, que asigna una calificación normalizada de 100 a las reseñas de los principales críticos, el álbum tiene una puntuación promedio de 57 basada en 12 revisiones.

### Comercial
En Estados Unidos, el álbum debutó en la posición número 13 en "Billboard 200", vendiendo 28,000 unidades en su primera semana, siendo el primer álbum de Lavigne en no entrar en la lista de los diez primeros en la primera semana de lanzamiento. También se convirtió en el menos vendido durante la semana debut, comparándolo con el disco anterior, Avril Lavigne (2013), que vendió 44,000 copias. En los álbumes independientes de Billboard, el álbum alcanzó su punto máximo en el número uno. En el Reino Unido, el álbum debutó y llegó al número 10 con 5.766 unidades vendidas. También fue alcanzó el número uno en los álbumes independientes del Reino Unido. En Alemania, el álbum debutó en el número tres, por lo que es su mejor actuación en la listas desde The Best Damn Thing (2007).
En Japón, el álbum vendió 25,229 copias en su primera semana, debutando en el número 7 en las listas de "Oricon". La semana siguiente, se vendieron otras 9.500 copias. A partir de junio de 2019, el álbum ha vendido más de 60,000 copias en Japón.

### Premios y nominaciones
| Premio                 | Año  | Categoría                 | Resultado | Ref.   |
| ---------------------- | ---- | ------------------------- | --------- | ------ |
| GAFFA Awards (Denmark) | 2020 | Mejor Álbum Internacional | Ganadora  | [ 48 ] |
| Japan Gold Disc Awards | 2020 | Mejor 3 álbumes           | Ganadora  | [ 49 ] |
| Juno Awards            | 2020 | Álbum Pop del Año         | Nominada  | [ 50 ] |

## Lista de canciones
Créditos adaptados de Amazon.com y iTunes Store.

| N.º | Título                                | Escritor(es)                                                | Productor(es)                       | Duración |  |
| 1.  | «Head Above Water»                    | Avril Lavigne Travis Clark Stephan Moccio                   | Moccio Bicknell Kroeger Baseford    | 3:40     |  |
| 2.  | «Birdie»                              | Lavigne J.R. Rotem                                          | Rotem Baseford                      | 3:35     |  |
| 3.  | «I Fell in Love with the Devil»       | Lavigne                                                     | Lavigne Chris Baseford              | 4:15     |  |
| 4.  | «Tell Me It's Over»                   | Lavigne Melissa Bel Ryan Cabrera Justin Gray Johan Carlsson | Carlsson Noah "Mailbox" Passovoy    | 3:09     |  |
| 5.  | «Dumb Blonde» (featuring Nicki Minaj) | Lavigne Onika Maraj Bonnie McKee Mitch Allan                | Allan McKee Baseford Scott Robinson | 3:34     |  |
| 6.  | «It Was in Me»                        | Lavigne Lauren Christy Carlsson                             | Carlsson Christy                    | 3:43     |  |
| 7.  | «Souvenir»                            | Lavigne Christy                                             | Jon Levine Christy                  | 2:57     |  |
| 8.  | «Crush»                               | Lavigne Zane Carney Carlsson                                | Carlsson Passovoy                   | 3:33     |  |
| 9.  | «Goddess»                             | Lavigne Ross Golan Carlsson                                 | Carlsson                            | 3:41     |  |
| 10. | «Bigger Wow»                          | Lavigne Christy Levine                                      | Levine Christy                      | 2:55     |  |
| 11. | «Love Me Insane»                      | Lavigne Christy                                             | Levine Christy                      | 3:00     |  |
| 12. | «Warrior»                             | Lavigne Chad Kroeger Clark                                  | Lavigne                             | 3:45     |  |

| Head Above Water (Edición física) |               |                     |                                     |          |  |
| N.º                               | Título        | Escritor(es)        | Director(es)                        | Duración |  |
| 5.                                | «Dumb Blonde» | Lavigne Allan McKee | Allan McKee Baseford Scott Robinson | 3:09     |  |

| Head Above Water (Bonus Track Japón) |                                       |               |          |  |
| N.º                                  | Título                                | Productor(es) | Duración |  |
| 13.                                  | «Head Above Water» (con Travis Clark) |               | 3:40     |  |

## Posicionamiento en las listas
| Listas (2019)                                 | Mejor posición |
| --------------------------------------------- | -------------- |
| Alemania (Media Control Charts)               | 3              |
| Australia (ARIA)                              | 9              |
| Austria (Ö3 Austria Top 40)                   | 2              |
| Bélgica (Ultratop) Flanders                   | 12             |
| Bélgica (Ultratop) Wallonia                   | 25             |
| Canadá (Canadian Albums)                      | 5              |
| Escocia (The Official UK Charts Company)      | 8              |
| Eslovaquia (ČNS IFPI)                         | 35             |
| España (PROMUSICAE)                           | 18             |
| Estados Unidos (Billboard 200)                | 13             |
| Estados Unidos (Independent Albums)           | 1              |
| Estados Unidos (Album Sales Chart Billboard)  | 5              |
| Estados Unidos (Internet Albums Billboard)    | 7              |
| Estados Unidos (Tastemakers Albums Billboard) | 9              |
| Finlandia (Suomen virallinen lista)           | 41             |
| Francia (SNEP)                                | 34             |
| Irlanda (Irish Albums Chart)                  | 25             |
| Italia (FIMI)                                 | 6              |
| Japón (Japan Albums)                          | 7              |
| Japón (Japan Hot Albums)                      | 3              |
| Nueva Zelanda (RMNZ)                          | 21             |
| Países Bajos (Álbum Top 100)                  | 18             |
| Polonia (Polish Music Charts)                 | 31             |
| Portugal (AFP)                                | 11             |
| Reino Unido (UK Albums Chart)                 | 10             |
| Reino Unido (UK Independent Albums)           | 1              |
| República Checa (ČNS IFPI)                    | 11             |
| Suiza (Schweizer Hitparade)                   | 4              |
| Taiwán (Taiwanese Albums Chart)               | 1              |

| Listas (2019)                       | Mejor posición |
| ----------------------------------- | -------------- |
| Estados Unidos (Independent Albums) | 1              |
| Estados Unidos (Top Current Albums) | 5              |